# Imersão 5
Imersão 5 é o quinto álbum de Cânticos Espontâneos do Ministério de Louvor Diante do Trono. O álbum foi gravado ao vivo na Estância Paraíso no dia 12 de dezembro de 2020, durante o Congresso Diante do Trono intitulado "Porção Dobrada" em Sabará, município vizinho de Belo Horizonte e lançado no dia 25 de janeiro de 2022 pela gravadora OniMusic. 
Devido a pandemia de COVID-19, o álbum foi gravado e transmitido remotamente ao vivo aos congressistas inscritos. O álbum é composto por 8 faixas de cânticos espontâneos e a regravação da música "Seja o Centro" do álbum Diante do Trono 6 - Quero me Apaixonar, totalizando 9 faixas. 
Contou com as participações especiais de Ana Nóbrega e Nívea Soares. Todas as faixas foram lançadas em videoclipes no canal oficial do YouTube do Diante do Trono. 

## Histórico
O Congresso Diante do Trono intitulado "Porção Dobrada", seria realizado na semana santa em 2020, porém, devido as regras municipais de não aglomeração a data foi alterada para o dia 10 de dezembro de 2020.
Devido ao avanço da pandemia no Brasil e da não flexibilização nas regras de distanciamento social, o congresso não poderia ser realizado presencialmente. A empresa Diante do Trono foi assegurada em uma lei federal que permitia realizar o evento remotamente. Buscando evitar solicitações de reembolso das inscrições dos congressistas, Ana Paula Valadão anunciou que gravaria e transmitiria ao vivo aos congressistas o álbum Diante do Trono 20 e o álbum Imersão 5. O local de realização do congresso foi alterado para o hotel fazenda Estância Paraíso, onde Ana Paula Valadão estava hospedada com a sua família. Segundo Ana Paula Valadão, as canções espontâneas nasceram a partir de seu processo de recuperação e cura da depressão vivida. 

## Faixas
| N.º            | Título                        | Compositor(es)                         | Duração |  |
| 1.             | "Seja o Centro / Jesus"       | Ana Paula Valadão Bessa                | 10:49   |  |
| 2.             | "O Nome do Senhor"            | Ana Paula Valadão Bessa e Nívea Soares | 4:51    |  |
| 3.             | "Alegres Cantos"              | Ana Paula Valadão Bessa e Nívea Soares | 4:41    |  |
| 4.             | "Cântico de Esperança"        | Ana Paula Valadão Bessa                | 5:01    |  |
| 5.             | "Alegria Eterna"              | Ana Paula Valadão Bessa                | 5:56    |  |
| 6.             | "Não Terá Fim"                | Ana Paula Valadão Bessa e Ana Nóbrega  | 4:23    |  |
| 7.             | "O Céu em Mim"                | Ana Paula Valadão Bessa                | 6:49    |  |
| 8.             | "Dias Contados"               | Ana Paula Valadão Bessa                | 4:47    |  |
| 9.             | "Minha Força / Preciso de Ti" | Ana Paula Valadão Bessa                | 7:09    |  |
| Duração total: | Duração total:                | Duração total:                         | 52:00   |  |